# Récif artificiel au Japon
 (février 2012).
Les récifs artificiels au Japon sont le fruit d'une politique de long terme de gestion des réserves halieutiques dans le pays.

## Histoire des récifs artificiels au Japon
Depuis le Moyen Âge, les pêcheurs japonais immergent des structures de bambou pour améliorer la prolifération des poissons. Les premiers récifs artificiels dont les archives gardent mémoire remontent à 1650, et des traces écrites montrent que des récifs étaient en usage entre 1789 et 1801. Depuis 1930, le Japon subventionne l'installation de récifs artificiels, mais c'est surtout à partir de 1952 que le gouvernement japonais investit continuellement dans la recherche et développement et finance des projets de grande envergure. C’est un véritable programme d’aménagement maritime avec des intérêts et des investissements réellement importants, de l'ordre du milliard d'euros, par an[réf. nécessaire]. Le Japon est ainsi le premier et seul pays à avoir développé une stratégie à grande échelle de développement de récifs artificiels. En 2017, il est le leader mondial en la matière avec près de 20 millions de mètres cubes immergés, suivi des États-Unis avec un million de mètres cubes.

## Description des installations
En 2004, 12 % du plateau continental du Japon est garni de vingt millions de mètres cubes de récifs artificiels de toutes formes, en favorisant les structures en métal. Les blocs de béton sont les plus utilisés, mais aussi des murs dérivateurs de courants capables de faire remonter le plancton, ou des tours métalliques de 35 mètres de haut et de 92 tonnes, empilant sur trois pointes des disques de trois mètres de diamètre. Environ 350 modèles de récifs brevetés répondent aux besoins de différentes espèces et aux conditions de milieu ont été construits sur environ 20 000 sites de l'archipel japonais.
Des recherches scientifiques sur l’étude des comportements des poissons permettent ces bio-aménagement des fonds marins, pour pouvoir évaluer les besoins et les capacités de migration et de colonisation des espèces locales. Ces récifs protègent et attirent aujourd’hui des dizaines de millions de poissons et de crustacés. Les plus grands de ces récifs mesurent plusieurs milliers de mètres cubes et 80 mètres de haut.

## Habitats et éthologie animale
Ces récifs permettent de créer des lieux de pêche fixes et productifs, on la qualifie maintenant de méthode d’élevage extensive puisque les Japonais l’associent dans certains cas à l’alevinage.
Outre des rôles d'écloserie, de nourricerie et d'abri, les récifs servent de milieu relais : des dorades produites en écloserie sont relâchées en eau libre auprès de récifs artificiels qui les abritent jusqu'à l'âge adulte.

## Productivité de la pêche
La productivité de ces récifs, qui génèrent de nouveaux territoires de naissance, de croissance et de capture d'espèces, est directement sensible sur la pêche aux abords. L'alimentation des Japonais étant liée aux produits de la mer, la pêche représente une part très importante de son agriculture et bénéficie de très forts enjeux économiques et culturels.

### Vidéographie
- S. Pioch, S. Bontemps, « Gîte et couvert pour les poissons », Thalassa, France 3 et TV5 Monde, 18 avril 2008.